# Sara Brylewska
Sara Brylewska (ur. 26 kwietnia 1986) – polska wokalistka, autorka tekstów, członkini zespołu Enchantia, znana także ze współpracy z Hatti Vatti. 1 kwietnia 2014 roku ukazał się jej debiutancki solowy album Skąd przyszłaś wydany przez wytwórnię Kayax. Album promowały dwa single: „Wojny Gwiezdne” oraz „Sztormiak”, do którego powstał teledysk.
Jest córką Roberta Brylewskiego i Vivian Quarcoo. Jej partnerem życiowym był przez osiem lat Tymon Tymański.

## Dyskografia
Albumy solowe
| Tytuł          | Dane dot. albumu                         |
| -------------- | ---------------------------------------- |
| Skąd przyszłaś | - Data: 1 kwietnia 2014 - Wydawca: Kayax |

Notowane utwory
| "Wojny gwiezdne"            | 2014 | 7 | Skąd przyszłaś |
| "—" utwór nie był notowany. |      |   |                |

## Nagrody i wyróżnienia
| Rok  | Kategoria                 | Tytułem        | Nagroda        | Nota      | Źródło |
| ---- | ------------------------- | -------------- | -------------- | --------- | ------ |
| 2015 | Fonograficzny debiut roku | Sara Brylewska | Fryderyki 2015 | Nominacja | [ 8 ]  |